# Zinkhydroxid
Zinkhydroxid ist eine chemische Verbindung aus der Gruppe der Hydroxide mit der Formel Zn(OH)2. Es ist ein unbrennbares, farbloses und geruchloses Pulver, welches in Wasser schwer löslich ist.

## Vorkommen
Zinkhydroxid kommt natürlich in drei seltenen Mineralien vor. Wülfingit (orthorhombisch), Ashoverit und Sweetit (beide tetragonal). Es entsteht weiterhin bei der Entladung in Alkali-Mangan-Batterien und ist einer der Hauptbestandteile von Weißrost.

## Gewinnung und Darstellung
Zinkhydroxid kann durch Reaktion von Zink(II)-chlorid mit Natriumhydroxid gewonnen werden.
{\displaystyle \mathrm {ZnCl_{2}+2\ NaOH\longrightarrow Zn(OH)_{2}+2\ NaCl} }
Allgemein fällt Zinkhydroxid als gallertartige Masse aus Lösungen aus, die sowohl Zn2+ als auch (OH)−-Ionen enthalten. Dies wird zum Nachweis von Zink-Kationen verwendet.

## Eigenschaften
Zinkhydroxid ist (wie viele Metallhydroxide) schwer in Wasser löslich. Es ist ein amphoteres Hydroxid, also sowohl im sauren, als auch im alkalischen Medium löslich. In Säuren löst es sich unter Bildung von [Zn(H2O)6]2+-Ionen, in konzentrierten Basen unter Bildung von Hydroxozinkat-Ionen [Zn(OH)4]2−. Es besitzt eine orthorhombische Kristallstruktur mit der Raumgruppe P212121 (Raumgruppen-Nr. 19), a = 5,17 Å, b = 8,55 Å, c = 4,93 Å, wobei jedoch noch fünf andere kristalline Formen existieren, die jedoch instabil sind und unter Normbedingungen in Zinkhydroxid (genauer ε-Zinkhydroxid) übergehen. Die bei der Auflösung von Zinkhydroxid theoretisch entstehenden Oxo- und Hydroxosäuren von Zink werden als Zinkate bezeichnet.

## Verwendung
Zinkhydroxid kann zur Herstellung von Zinkoxid verwendet werden.